# Königin Elisabeth Garde-Grenadier-Regiment Nr. 3
Das Königin Elisabeth Garde-Grenadier-Regiment Nr. 3 war ein Infanterieverband der Preußischen Armee.

## Geschichte
Die Formation erfolgte im Rahmen der Roonschen Heeresreform von 1860. Mit A.K.O vom 28. Juni 1859 wurde am 5. Mai 1860 (Stiftungstag) das 1. kombinierte Grenadier-Regiment aus den Landwehr-Stamm-Bataillonen Görlitz (I. Bataillon), Breslau (II. Bataillon) und Polnisch Lissa (Füsiliere) des 3. Garde-Landwehr-Regiments aufgestellt. Als Garnison wurde dem Regiment Breslau zugewiesen. In den kommenden Jahren änderte sich die Benennung des Regiments. Zunächst führte der Verband ab dem 4. Juli 1860 den Namen 3. Garde-Grenadier-Regiment. Am 18. Oktober 1861 wurde Königin Elisabeth von Preußen zum Regimentschef ernannt. Ab diesem Zeitpunkt führte der Verband die Bezeichnung 3. Garde-Grenadier-Regiment Königin Elisabeth. Eine letzte Veränderung trat am 18. Oktober 1892 ein. Bis zur Auflösung lautete die Benennung Königin Elisabeth Garde-Grenadier-Regiment Nr. 3.
Der Rekrutierungsbezirk war der des V. und VI. Armee-Korps.
Von 1893 bis 1896 wurde in Berlin-Charlottenburg (Westend, Soorstraße/Königin-Elisabeth-Straße/Häselerstraße) eine neue Kaserne für das Regiment erbaut.

### Deutsch-Dänischer Krieg 1864
- Gefechte bei Heisekro und Stoukrup
- Fredericia, Horsens, bei den Düppeler Schanzen wurden drei Fahnen erobert.

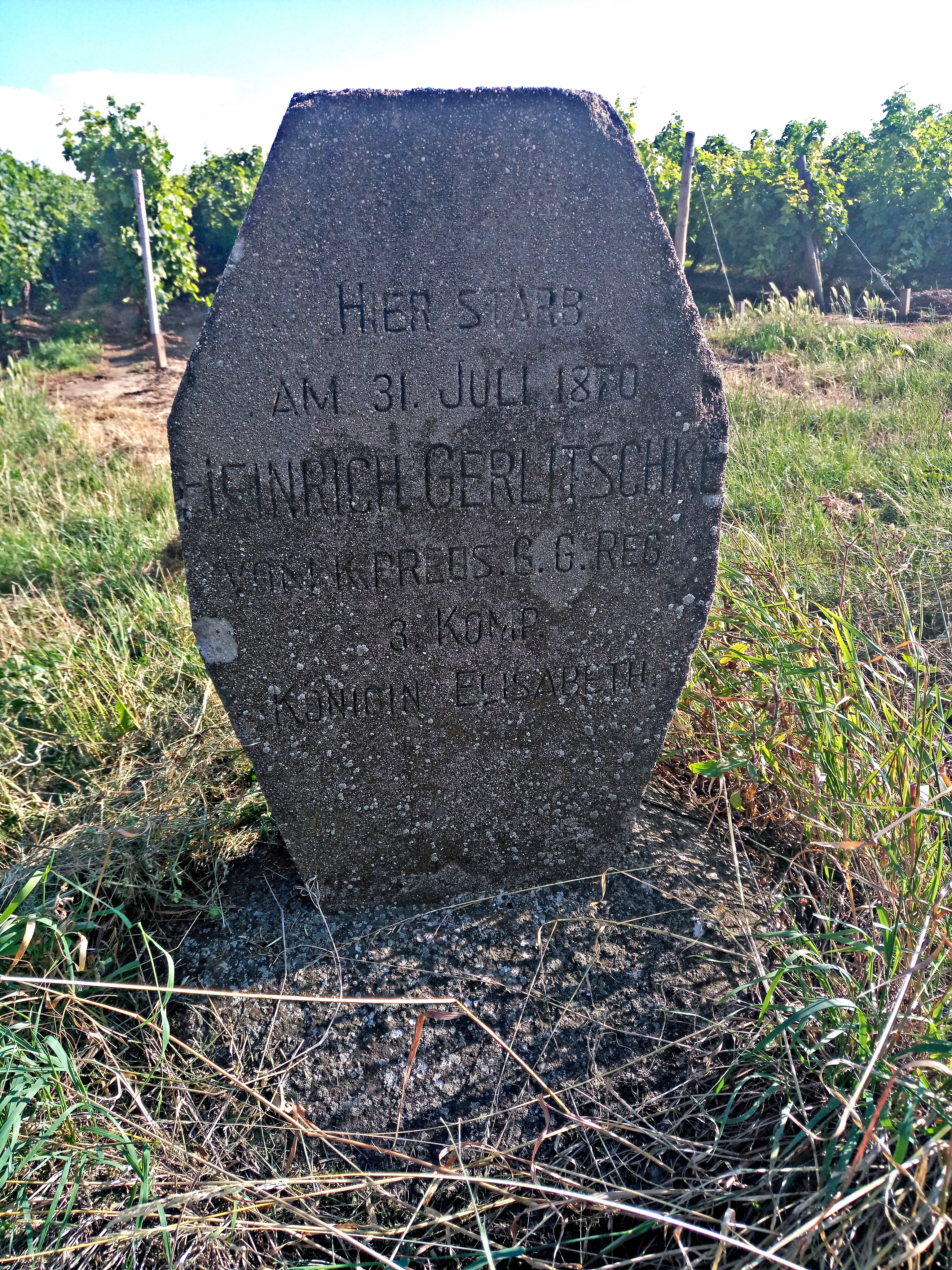
Kenotaph für Grenadier Heinrich Gerlitschke, in Dirmstein, 1870

### Deutscher Krieg 1866
Als Teil der II. Armee nahm das Regiment während des Deutschen Krieges an der Schlacht bei Trautenau teil. Bei Alt-Rognitz gelang es den Grenadieren eine Fahne zu erobern. Es wirkte in der Schlacht bei Königgrätz und besetzte vom 21. August 1866 bis zum 27. Mai 1867 die sächsische Residenzstadt Dresden.

### Deutsch-Französischer Krieg 1870/71
Im Krieg gegen Frankreich kam der Verband zunächst in der Schlacht bei Gravelotte zum Einsatz, kämpfte dann am 1. September 1870 bei Sedan und wirkte vom 19. September 1870 bis zum 28. Januar 1871 bei der Einschließung und Belagerung von Paris. Während dieser Zeit waren Teile des Regiments in die Kämpfe bei Le Bourget eingebunden.
Beim Aufmarsch wurde das Regiment in einer 65-stündigen Eisenbahnfahrt von Breslau nach Mannheim transportiert, wo es in der Nacht zum 31. Juli 1870 ankam. Von dort aus sollte es zu Fuß, in Eilmärschen, bis zur französischen Grenze bei Saarbrücken gelangen. Hierbei starben an jenem Tag, am Ortsausgang Dirmstein, in Richtung Obersülzen, 3 Grenadiere am Hitzschlag. Für zwei von ihnen existieren bis heute Kenotaphe in Dirmstein, ihr tatsächliches Grab befindet sich auf dem Friedhof Obersülzen.

### Erster Weltkrieg 1914/18
Das Regiment „Elisabeth“ war während des Ersten Weltkriegs nahezu ununterbrochen an der Front eingesetzt und nahm an allen größeren Schlachten teil. Nach den ersten Gefechten im August 1914 in Belgien bei Jemeppe, Fossé und Boult-aux-Bois wurde es in die Kämpfe in Nordfrankreich eingebunden, unter anderem bei Marfaux, Normée und Nauroy. In den folgenden Wochen stand das Regiment bei Reims, Puiseux, Sébastopol-Ferme und weiteren Orten im Einsatz. Anfang 1915 folgten Kämpfe bei Gommécourt und Monchy-au-Bois in Artois, bevor es im Frühjahr und Sommer an die Ostfront verlegt wurde. Dort nahm es an Operationen in Galizien und Polen teil, unter anderem bei Szebnie, Jarosław, Tuchla, Krasnystaw, Rejowiec und Tulicze.
Ab August 1916 wurde das Regiment in der Schlacht an der Somme eingesetzt, insbesondere bei Beuvraignes und Maurepas. Auch im Jahr 1917 blieb es an der Westfront in schweren Gefechten gebunden, unter anderem bei Villers-Carbonnel, am Winterberg, bei Brancourt, Pargny und Bellicourt. Während der deutschen Frühjahrsoffensiven 1918 nahm das Regiment an den Angriffen bei Golancourt, Roye-sur-Matz, Soissons und an der Marne teil. In den folgenden Rückzugskämpfen kämpfte es bei Licy-Clignon, Apremont, Chéhéry, Chatel und schließlich bis zum Waffenstillstand im November 1918 bei Hautecourt.

### Verbleib
Nach dem Waffenstillstand von Compiègne kehrten die Reste des Regiments nach Deutschland zurück und wurden ab dem 13. Dezember 1918 in Berlin-Charlottenburg demobilisiert. Aus Teilen bildeten sich verschiedene Freiformationen. Im Januar 1919 wurde eine Freiwilligen-Abteilung/Garde-Grenadier-Regiment Nr. 3 (auch Freiwilligen-Kompanie „Elisabeth“ genannt) gebildet, die bei der 1. Garde-Reserve-Division im Baltikum zum Einsatz kam. Weitere Teile traten zu den Freiwilligen-Detachements „von Oven“ und „Schauroth“ sowie zum Wachbataillon Kolberg der OHL im Grenzschutz Ost.
Die Tradition übernahm in der Reichswehr durch Erlass des Chefs der Heeresleitung, General der Infanterie Hans von Seeckt, vom 24. August 1921 die 5. Kompanie des 5. (Preußisches) Infanterie-Regiments in Prenzlau. In der Wehrmacht führte sie der Regimentsstab sowie die 13. und 14. Kompanie des Infanterie-Regiments 67 fort.

## Regimentschef
Nach dem Tod des ersten Regimentschefs, der Königin Elisabeth von Preußen (1801–1873), übertrug Wilhelm II. am 20. Mai 1898 der Kronprinzessin Sophie von Griechenland diese Würde.

## Kommandeure
| Dienstgrad           | Name                                  | Datum                                             |
| -------------------- | ------------------------------------- | ------------------------------------------------- |
| Oberst               | Karl von Winterfeld                   | 01. Juli 1860 bis 12. August 1864                 |
| Oberst               | Gustav von Pritzelwitz                | 13. August 1864 bis 29. Oktober 1866              |
| Oberst               | Wilhelm von Döring                    | 30. Oktober 1866 bis 13. Juli 1870                |
| Oberst               | Konrad von Zaluskowski                | 14. Juli bis 30. Oktober 1870                     |
| Oberst               | Julius von Sommerfeld                 | 11. Dezember 1870 bis 9. Februar 1872             |
| Oberst               | Oskar von Meerscheidt-Hüllessem       | 10. Februar 1872 bis 15. Oktober 1874             |
| Oberst               | Sigismund von Schlichting             | 27. Oktober 1874 bis 11. März 1878                |
| Oberst               | Eduard von Stocken                    | 12. März 1878 bis 16. August 1882                 |
| Oberst               | Arthur von Kretschmann                | 17. August 1882 bis 11. Januar 1884               |
| Oberst               | Leo von Beczwarzowsky                 | 12. Januar 1884 bis 4. Februar 1887               |
| Oberst               | Ferdinand von Lütcken                 | 05. Februar 1887 bis zum 26. Januar 1890          |
| Oberst               | Anton Herwarth von Bittenfeld         | 27. Januar 1890 bis 24. März 1893                 |
| Oberst               | Mortimer von Buddenbrock-Hettersdorff | 25. März 1893 bis 16. Dezember 1896               |
| Oberst               | Paul von Ploetz                       | 17. Dezember 1896 bis zum 11. August 1898         |
| Oberst               | Moriz von Lyncker                     | 27. August 1898 bis 24. August 1901               |
| Oberst               | Wilhelm von und zu Egloffstein        | 24. August bis 24. September 1901 (in Vertretung) |
| Oberst               | Fritz von Below                       | 14. November 1901 bis 23. August 1904             |
| Oberst               | Hermann von François                  | 24. August 1904 bis 17. November 1907             |
| Oberst               | Arnold von Winckler                   | 18. November 1907 bis 21. März 1910               |
| Oberst               | Georg von Oppen                       | 22. März bis 2. Oktober 1910                      |
| Oberst               | Adolf Wild von Hohenborn              | 03. Oktober 1910 bis 5. April 1912                |
| Oberst               | Richard von Brauchitsch               | 06. April 1912 bis 2. August 1914                 |
| Oberst               | Gustav Böhm                           | 02. August 1914 bis 23. März 1916                 |
| Oberst               | Karl von Fabeck                       | 24. März bis 2. Juli 1916                         |
| Oberstleutnant       | Gerhard von Heymann                   | 03. Juli bis 19. Oktober 1916                     |
| Major                | Siegfried zu Eulenburg-Wicken         | 20. Oktober bis 5. November 1916 (in Vertretung)  |
| Major/Oberstleutnant | Heinrich von Hadeln                   | 06. November 1916 bis 20. Januar 1919             |
| Oberst               | Gerhard von Heymann                   | 21. Januar bis 30. April 1919                     |

## Abzeichen
Auf gelben Achselklappen hatte das Regiment den Namenszug „Königin Elisabeth“ mit der Königskrone, dazu brandenburgische Aufschläge mit dunkelblauen Ärmelplatten, gelbe Knöpfe. Die Offiziere haben an jeder Seite des Kragens zwei gebogene goldene Litzen mit eingestickten Granaten.